# Tishara Cousino
Tishara Lee Cousino (Las Vegas, Nevada, 1978. június 16. –) amerikai modell és színésznő. Ő volt a Playboy magazin playmate-je 1999 májusában, és több playboy-videón is szerepelt.

## Pályafutása
2004-ben Cousino ruha nélkül szerepelt az olasz Vogue divatlapban  Pamela Anderson, Audra Lynn és Karen McDougal társaságában. Miután lejárt a szerződése a Playboy-jal, Cousino ingatlanüzletére összpontosított. 

## Megjelenések Playboy  különkiadásokban
- Playboy's Playmate Review    2000. augusztus – pp 34–39.
- Playboy's Playmates in Bed   2000. október – borító, pp 1, 4-7.
- Playboy's Wet & Wild 2001. január  – pp 48–51.
- Playboy's Nude Playmates  2001. április – borító, pp 1–3, 30-31.
- Playboy's Book of Lingerie   2001. május
- Playboy's Girls of Summer 2001. május
- Playboy's Book of Lingerie   2001. július
- Playboy's Girlfriends  2001. július – pp 22–27.
- Playboy's Playmates in Bed   2001. november
- Playboy's Book of Lingerie   2002. január
- Playboy's Nude Playmates 2002.  április  – pp 24–27.
- Playboy's Playmates in Bed  2002. december  – pp 18–23.
- Playboy's Sexy 100 2003. február
- Playboy's Book of Lingerie   2003. március
- Playboy's Nude Playmates  2003. április – pp 84–87.

## Playboy videók
- Playboy's Fifty Years of Playmates (2004)
- Playboy's Girls of the Hard Rock Hotel & Casino, Las Vegas (2001)
- Playboy's Playmates Bustin' Out (2000)
- Playboy's 2000 Video Playmate Calendar (1999)
- Playboy's Girlfriends 2 (1999)
- Playboy's Playmate Erotic Adventures (1999)
- Playboy's Playmate Profile Video Collection Featuring Miss May 1999, 1996, 1993, 1990 (1999)